# Кајтасово
Кајтасово је насеље у општини Бела Црква, у Јужнобанатском округу, у Србији. Према попису из 2022. било је 242 становника.
Овде се налази ФК Партизан Кајтасово.

## Историја
Кајтасово је старо насеље формирано за време велике сеобе Срба. Под тим називом први пут се помиње 1690. године, а током своје историје више пута је мењало своје име.
- Кајтасово — 1690. и 1713. године
- У 18. веку —
- Gajtás — 1909. године
- Кајтасово — 1922. године.[1]

Аустријски царски ревизор Ерлер је 1774. године констатовао да "Гајтасол" има милитарски статус, а припада Јасеновачком округу, Новопаланачког дистрикта. Становништво је било измешано, влашко и српско.

## Географски положај
Кајтасово се налази у континенталном делу Делиблатске пешчаре и алувијалне равни Караша. До њега се стиже одвајањем са пута Ковин — Бела Црква или из правца Вршац — Јасеново — Дупљаја — Гребенац. У њему постоји више извора, а најпознатији је Чиклованов извор.

## Демографија
У насељу Кајтасово живи 225 пунолетних становника, а просечна старост становништва износи 39,5 година (38,3 код мушкараца и 40,9 код жена). У насељу има 89 домаћинстава, а просечан број чланова по домаћинству је 3,22.
Ово насеље је углавном насељено Србима (према попису из 2002. године), а у последња три пописа, примећен је пад у броју становника.
|  |

| Демографија | Демографија | Демографија |
| Година      | Становника  | Становника  |
| ----------- | ----------- | ----------- |
| 1948.       | 503         |             |
| 1953.       | 490         |             |
| 1961.       | 494         |             |
| 1971.       | 459         |             |
| 1981.       | 424         |             |
| 1991.       | 350         | 302         |
| 2002.       | 287         | 335         |

| Етнички састав према попису из 2002.‍ | Етнички састав према попису из 2002.‍ | Етнички састав према попису из 2002.‍ | Етнички састав према попису из 2002.‍ | Етнички састав према попису из 2002.‍ |
| ------------------------------------ | ------------------------------------ | ------------------------------------ | ------------------------------------ | ------------------------------------ |
|                                      |                                      |                                      |                                      |                                      |
| Срби                                 | Срби                                 |                                      | 253                                  | 88,15%                               |
| Мађари                               | Мађари                               |                                      | 10                                   | 3,48%                                |
| Румуни                               | Румуни                               |                                      | 7                                    | 2,43%                                |
| Македонци                            | Македонци                            |                                      | 6                                    | 2,09%                                |
| Руси                                 | Руси                                 |                                      | 2                                    | 0,69%                                |
| Немци                                | Немци                                |                                      | 1                                    | 0,34%                                |
| Југословени                          | Југословени                          |                                      | 1                                    | 0,34%                                |
| непознато                            | непознато                            |                                      | 7                                    | 2,43%                                |

| Година пописа     | 1948. | 1953. | 1961. | 1971. | 1981. | 1991. | 2002. |
| ----------------- | ----- | ----- | ----- | ----- | ----- | ----- | ----- |
| Број домаћинстава | 126   | 125   | 126   | 116   | 110   | 100   | 89    |

| Број чланова      | 1  | 2  | 3  | 4  | 5  | 6 | 7 | 8 | 9 | 10 и више | Просек |
| ----------------- | -- | -- | -- | -- | -- | - | - | - | - | --------- | ------ |
| Број домаћинстава | 17 | 22 | 14 | 14 | 11 | 5 | 5 | 1 | 0 | 0         | 3,22   |

| Пол    | Укупно | Неожењен/Неудата | Ожењен/Удата | Удовац/Удовица | Разведен/Разведена | Непознато |
| ------ | ------ | ---------------- | ------------ | -------------- | ------------------ | --------- |
| Мушки  | 128    | 34               | 83           | 8              | 2                  | 1         |
| Женски | 111    | 11               | 82           | 17             | 1                  | 0         |
| УКУПНО | 239    | 45               | 165          | 25             | 3                  | 1         |

| Пол    | Укупно                    | Пољопривреда, лов и шумарство | Рибарство                            | Вађење руде и камена | Прерађивачка индустрија       |
| ------ | ------------------------- | ----------------------------- | ------------------------------------ | -------------------- | ----------------------------- |
| Мушки  | 78                        | 63                            | 0                                    | 0                    | 2                             |
| Женски | 52                        | 48                            | 0                                    | 0                    | 0                             |
| УКУПНО | 130                       | 111                           | 0                                    | 0                    | 2                             |
| Пол    | Производња и снабдевање   | Грађевинарство                | Трговина                             | Хотели и ресторани   | Саобраћај, складиштење и везе |
| Мушки  | 0                         | 5                             | 3                                    | 0                    | 0                             |
| Женски | 0                         | 0                             | 1                                    | 0                    | 0                             |
| УКУПНО | 0                         | 5                             | 4                                    | 0                    | 0                             |
| Пол    | Финансијско посредовање   | Некретнине                    | Државна управа и одбрана             | Образовање           | Здравствени и социјални рад   |
| Мушки  | 0                         | 0                             | 3                                    | 0                    | 0                             |
| Женски | 0                         | 0                             | 0                                    | 1                    | 1                             |
| УКУПНО | 0                         | 0                             | 3                                    | 1                    | 1                             |
| Пол    | Остале услужне активности | Приватна домаћинства          | Екстериторијалне организације и тела | Непознато            | Непознато                     |
| Мушки  | 1                         | 0                             | 0                                    | 1                    | 1                             |
| Женски | 0                         | 0                             | 0                                    | 1                    | 1                             |
| УКУПНО | 1                         | 0                             | 0                                    | 2                    | 2                             |